# 古川隆司
古川 隆司（ふるかわ たかし）は、日本の社会学者・社会科学者。追手門学院大学社会学部教授。学位は、博士（学術）。専門は、社会福祉学。

## 概要
1991年佛教大学卒業、1993年佛教大学大学院社会学研究科修士課程修了。放送大学大学院文化科学研究科「社会経営科学プログラム」博士後期課程修了。博士（学術）の学位を取得。専門領域は、社会福祉。主たる研究分野は高齢社会・介護に関する社会福祉。
社会福祉の立場から、災害や犯罪などの社会と個人が経験する脆弱性にアプローチ。高齢者犯罪と社会復帰支援・子ども食堂・地域の防災活動などに取り組みながら地域のたすけあいについて研究。
平成21-23厚生労働科学研究「罪を犯した高齢・障害者の支援の研究」（田島班パート2）に参加。公益社団法人大阪介護福祉士会監事、NPO法人スキマサポートセンター監事、社会福祉法人ぽぽんがぽん評議員など。茨木市社会福祉協議会ボランティアセンター運営推進委員会委員長ほか。

## 経歴

### 職歴
- 1993/04～1994/03	佛教大学社会福祉学科 助手
- 1994/04～1995/03	関西社会福祉専門学校 専任講師
- 1995/04～2004/03	キリスト教社会福祉専門学校保育科 専任講師
- 2004/04～2006/03	皇學館大学社会福祉学部 専任講師
- 2006/04～2008/03	追手門学院大学社会学部 専任講師
- 2008/04～2018/03	追手門学院大学大学院文学研究科社会学専攻 准教授
- 2008/04～2020/03	追手門学院大学社会学部 社会学科 准教授
- 2018/04～2020/03	追手門学院大学大学院現代社会文化研究科現代社会学専攻 准教授
- 2020/04～現在、追手門学院大学社会学部社会学科教授、追手門学院大学大学院現代社会文化研究科現代社会学専攻教授

以下の大学非常勤講師を兼任、甲南大学 法学部 非常勤講師 ・NHK学園 社会福祉士養成課程 非常勤講師 ・豊岡短期大学 通信教育部社会福祉士養成通信課程 非常勤講師を歴任。

### 所属学会
- 2022青少年問題学会・2016社会事業史学会・2014日本警察政策学会・2012日本更生保護学会・2010日本司法福祉学会・2010日本犯罪社会学会・2006	日本高齢者虐待防止学会・1995日本キリスト教社会福祉学会・1994	日本老年社会科学会・1993日本社会福祉学会・1993日本社会学会

## 主な著書
- 細井洋子・辰野文理編著『高齢者犯罪の総合的研究』風間書房(2022)
- 加藤幸雄・前田忠弘監修，藤原正範・古川隆司編著『司法福祉（第2版）』法律文化社（初版2013，2017）
- 西尾祐吾・大塚保信・古川隆司編著『災害福祉とは何か』ミネルヴァ書房（2010）
- 加藤博史, 水藤昌彦編著『司法福祉を学ぶ』(担当:共著, 範囲:7章2節 刑務所に配置された社会福祉士)ミネルヴァ書房 2013年4月
- 井村圭壮, 相澤譲治, 古川隆司共著『社会福祉の成立と課題』 (担当:共著, 範囲:第15章 災害福祉)勁草書房 2012年2月
- 清水教惠, 朴光駿編著『やわらかアカデミズムよくわかる社会福祉の歴史』, 古川隆司 (担当:共著)ミネルヴァ書房 2011年9月
- 学校法人追手門学院編, 『上町学』古川隆司 (担当:共著, 範囲:84‐87ページ)産経新聞社出版 2011年4月
- 浜井浩一編著,『刑事司法統計入門－日本の犯罪者処遇を読み解く－』 古川隆司 (担当:共著, 範囲:第7章 高齢犯罪者の動向と背景)日本評論社 2010年4月
- 井村圭壮, 相澤譲治編著『高齢者福祉史と現状課題』 古川隆司 (担当:共著)学文社 2010年3月
- 中川千恵美, 峯本佳世子, 大野まどか編, 『事例中心で学ぶ相談援助演習』古川隆司 (担当:共著, 範囲:高齢者虐待に関する相談援助事例と演習問題など)（株）みらい 2010年2月
- 『災害福祉とは何か』 西尾祐吾, 大塚保信, 古川隆司 (担当:共著)ミネルヴァ書房 2010年1月
- 浜井浩一編『家族内殺人』古川隆司 (担当:共著, 範囲:第5章｢高齢者の殺人は今日の社会を映す鏡である｣)洋泉社 2009年6月
- 成清美治, 峯本佳世子編『高齢者に対する支援と介護保険制度』古川隆司 (担当:共著)学文社 2009年4月
- 成清美治, 加納光子編『現代社会と福祉』古川隆司 (担当:共著, 範囲:第10章「福祉政策の課題」)学文社 2009年3月
- 菊井和子, 大林雅之, 山口三重子, 斎藤信也編, 『ケースで学ぶ医療福祉の倫理』 古川隆司 (担当:共著)医学書院 2008年9月
- 大曽根寛編『ライフステージ社会福祉法』古川隆司 (担当:共著)法律文化社 2008年6月
- 梶原洋生編『介護福祉士のための教養学介護福祉の法』 古川隆司 (担当:共著)弘文堂 2008年3月
- 河崎洋充編, 『児童福祉』 古川隆司 (担当:共著)近畿大学豊岡短期大学[文部科学省認定通信教育テキスト] 2007年3月
- 大阪地域福祉サービス研究所編『介護予防実践論』古川隆司 (担当:共著)中央法規出版 2006年12月
- 成清美治, 峯本佳世子編『新版・高齢者福祉』 古川隆司 (担当:共著)学文社 2006年4月
- 皇學館大学社会福祉学部編, 『社会福祉への誘い－Ｑ＆Ａ１０２選－』 古川隆司 (担当:共著)晃洋書房 2005年3月
- 介護福祉学研究会編『介護福祉学』古川隆司 (担当:共著)中央法規出版 2002年3月
- 佛教大学総合研究所編『現代日本における外国人労働者の生活困窮と社会保障の課題』 佛教大学総合研究所 1999年3月
- 硯川眞旬編著『新高齢者ソーシャルワークのすすめ方』古川隆司 (担当:共著)川島書店 1996年3月